# Leucerminium
Leucerminium là một chi thực vật có hoa trong họ Lan.